# Ephestia elutella
Ephestia elutella es una espècie de lepidòpter ditrisi de la família dels piràlids (Pyralidae) probablement oriünda d'Europa, però que ha estat introduïda àmpliament, fins i tot a Austràlia.
És una petita arna que té una envergadura de 14-20 mm que vola als mesos d'estiu, per exemple, entre abril i octubre a Bèlgica i Països Baixos. Les seves erugues sovint es consideren una plaga, ja que s'alimenten de productes vegetals secs, com els grans de cacau i del tabac, així com cereals i fruits secs. Aliments menys habituals inclouen fusta seca, carn i cadàvers d'animals, i espècimens en col·leccions entomològiques.